# جون ريتشاردز
جون ريتشاردز (بالإنجليزية: John Richards)‏ (ولد عام 1944 –) هو سياسي، من كندا، ولد في إكزتر.

## مناصب
تولى منصب عضو المجلس التشريعي من ساسكاتشوان.